# Fiordo di Koch

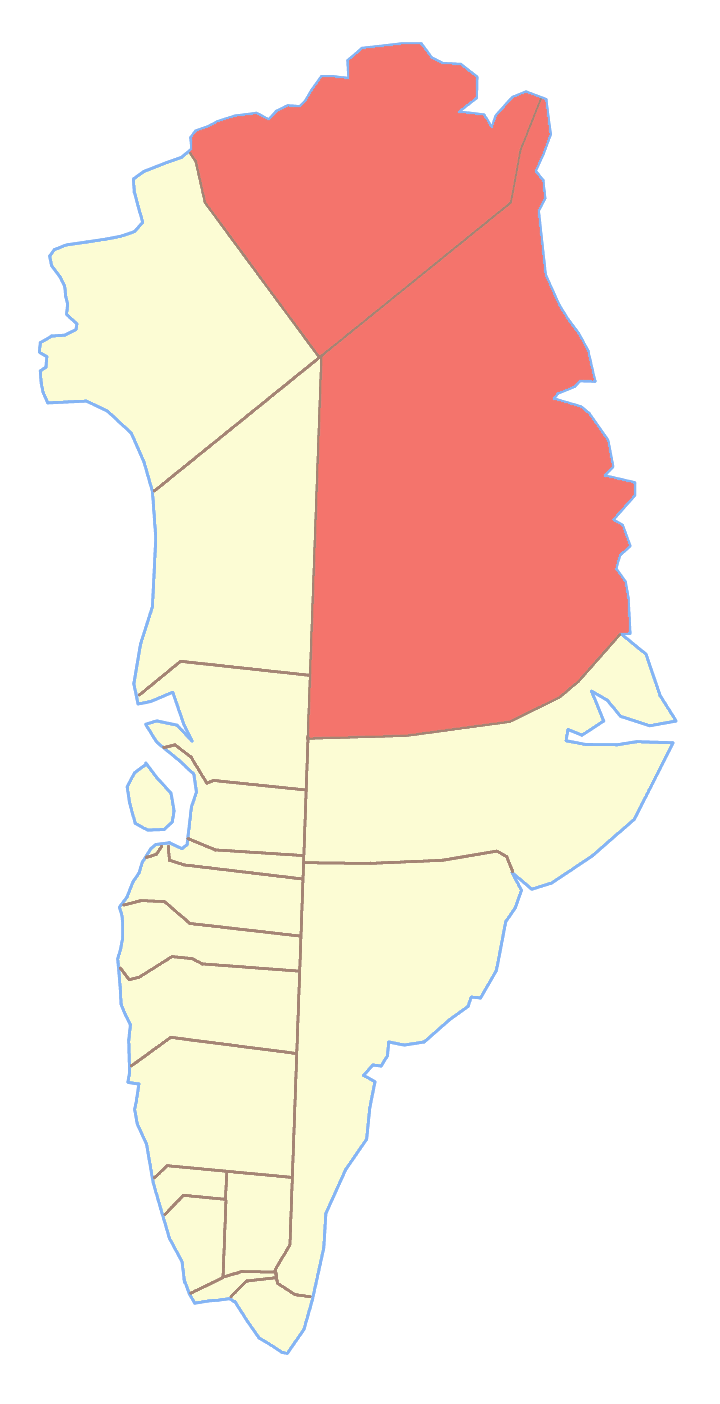
Parco nazionale della Groenlandia nordorientale, dove si trova il fiordo di Koch

Il fiordo di Koch (danese J. P. Koch Fjord) è un fiordo della Groenlandia di 115 km. Si trova a 82°49'N 43°30'O; è situato nel Parco nazionale della Groenlandia nordorientale, fuori da qualsiasi comune.